# Ignaz Menzel
Ignaz Menzel (* 1670; † 1730 in Breslau, Fürstentum Breslau) war ein schlesischer Organist, Orgel- und Klavierbauer. Er wirkte in Landeck, einem Zentrum des Orgelbaues, und baute unter anderem Orgeln für Breslauer Kirchen. Erhalten ist von ihm nach Angaben von Klaus Ullmann die Orgel der Kirche der Barmherzigen Brüder in Breslau. Ignaz Menzel baute beispielsweise auch 1729 die Orgel in Landshut mit 47 Registern und drei Manualen. Auch sein Sohn war Orgelbauer.